# 브래드 해리스

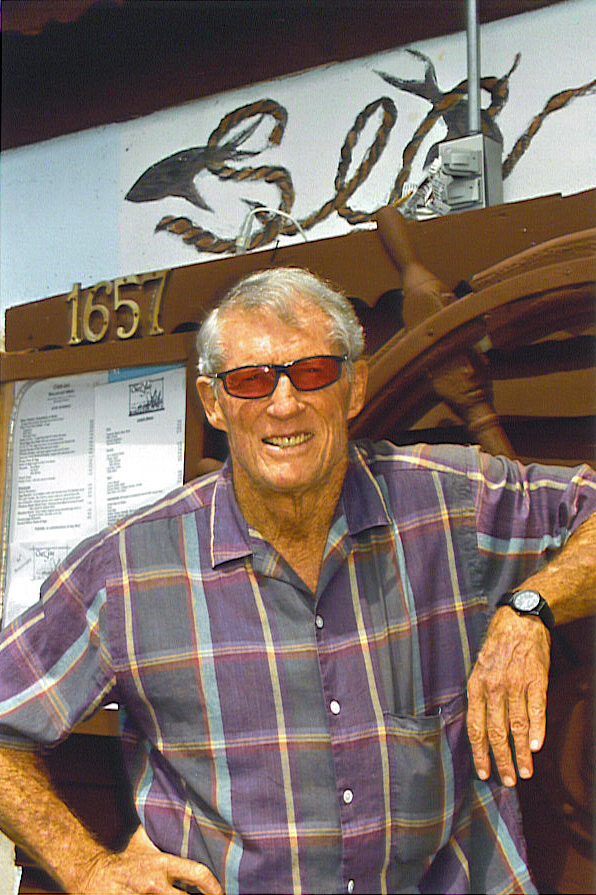

브래드 해리스(Brad Harris, 1933년 7월 16일 ~ 2017년 11월 7일)는 미국의 배우, 각본가, 영화배우, 스턴트 배우, 영화 프로듀서, 텔레비전 배우이다.
샌타모니카에서 사망하였다.

## 영화
- 헤라클레스 (1983년)
- 달라스 (1978년)
- 암호명 S 비밀 지령 (1978년)
- 코미자르 X (1971년)
- 킹콩 섬 (1968년)
- 코미자르 X (1968년)
- 코미자르 X (1967년)
- 코미자르 X (1967년)
- 코미자르 X (1966년)
- 코미자르 X (1966년)
- 코미자르 X (1965년)
- 매그레 서장의 분노 (1963년)
- 릴 애브너 (1959년)